# قاسم‌آباد (خرمدشت)
قاسم‌آباد روستایی در دهستان رامند شمالی بخش خرمدشت شهرستان تاکستان استان قزوین ایران است.

## جمعیت
بر پایه سرشماری عمومی نفوس و مسکن در سال ۱۳۹۵ جمعیت این روستا ۵۳۹ نفر (۱۷۴خانوار) بوده‌است.